# یک شب بیشتر (ترانه مارون ۵)
«یک شب بیشتر» (به انگلیسی: One More Night) یک تک‌آهنگ از گروه موسیقی آلترنتیو راک مارون فایو است که در ۱۹ ژوئن ۲۰۱۲ منتشر شد. این تک‌آهنگ در آلبوم نمایش بیش از حد قرار داشت.
این تک‌آهنگ در چارت‌های ، نیوزلند، در رتبه اول و در چارت‌های ، اسکاتلند، فرانسه، نروژ، استرالیا، دانمارک، لهستان، فنلاند، سوئد، اتریش، بریتانیا، جزو ده ترانه اول قرار گرفت.